# Brittney Skye
Brittney Skye (ur. 5 listopada 1977 w Cape Girardeau) – amerykańska aktorka i reżyserka filmów pornograficznych. Często występowała też jako Britney czy Brittney Sky.

## Życiorys

### Wczesne lata
Urodziła się w Cape Girardeau w stanie Missouri. Uczęszczała do Southampton High School w Nowym Jorku. W średniej szkole przez dwa lata była czirliderką. Po ukończeniu szkoły pracowała jako sprzedawczyni, zajmowała się meblowaniem dziecięcych pokoi i była striptizerką.
W 1999 roku przeszła operację powiększenia biustu. Przejawiała zamiłowanie do snowboardingu. 16 czerwca 2003 grała w krykieta w drużynie i pobiegła na sztucznej trawie w Olympia Fields Country Club w hrabstwie Cook w Illinois podczas finałowej rundy. 25 lipca 2003 na otwarciu U.S. Olympia Fields Country Club była półnaga, na klatce piersiowej miała napisany adres kasyna internetowego i próbowała zaczepić jednego z golfistów - konkurentów, Jima Furyka, który wygrał turniej. 

### Kariera
Karierę w branży pornograficznej zaczęła w grudniu 2001. Początkowo miała debiutować w scenie z Brianem Surewoodem, ale Ed Powers skontaktował się z Britney i umówił się z nią na dzień wcześniej. Tak więc debiutanckim filmem Sky był 4-Play Video More Dirty Debutantes 213 (2001). Następnego dnia miała nagranie z Surewoodem; film ten nosi tytuł Extreme Teen 23 (2002).
Wystąpiła też w produkcjach: Legend Video Heist (2001) i American Nymphette 5 (2002), K-Beech Video 18 And Lost In Cleveland (2002), Vivid All Wrapped Up In Life (2002) i Anything (2002), Scarlet Towe Alter Ego (2002), Fallen Angel Amateur Angels 5 (2002), Snoop Dogg’s Hustlaz: Diary of a Pimp (2002) w reżyserii rapera Snoop Dogga,  Madness 12 Nasty Girls Masturbating 1 (2005) czy Adam & Eve 31 Flavors (2005). Dla Jill Kelly Productions nagrała sceny w filmach: 100% Blowjobs 20 (2003), 100% Girls (2003), 100% Blondes (2004), 100% Blowjobs 28 (2004), 100% Blowjobs 33 (2005) i 100% Blowjobs 35 (2005).
W 2010 została uznana przez magazyn „Maxim” jako jedna z dwunastu najlepszych kobiet w porno. Miała swoją stronę internetową BrittneySkye.com.
Była także modelką firmy Tapout Clothing, firmy odzieżowej specjalizującej się w sztukach walki w Rancho Cucamonga.

## Życie prywatne
Spotykała się z angielskim zawodnikiem mieszanych sztuk walki Rossem „Gladiatorem” Pointonem (2006), byłym gitarzystę grupy Red Hot Chili Peppers i Jane’s Addiction – Dave’em Navarro (2006), amerykańskim zawodnikiem mieszanych sztuk walki Justinem Levens (2007-2008) i amerykańskim biznesmenem Charlesem Lewisem, Jr. (2008-2009). 
Ma dwóch synów. Jeden urodził się w grudniu 1997, kiedy Brittney miała 20 lat, zanim trafiła do branży porno. Jej młodszy syn urodził się we wrześniu 2007, a jego ojcem jest reżyser filmowy Eli Roth, z którym Brittney była związana w latach 2006-2007. Eli Roth zerwał z Brittney, gdy powiedziała mu, że jest w ciąży.

## Nagrody i nominacje
| Rok  | Nagroda   | Kategoria                               | Film                | Pozostali wykonawcy                                                                                              | Rezultat  |
| ---- | --------- | --------------------------------------- | ------------------- | --- | --------- |
| 2004 | AVN Award | Najlepsza scena seksu grupowego – wideo | Bachelor (2003)     | Steven St. Croix, Fallon Sommers, Jezebelle Bond, Aurora Snow, Hollie Stevens, Hannah Harper, Taylor Lynn i Roxy | Nominacja |
| 2004 | AVN Award | Najlepsza nowa gwiazdka                 | –                   | – | Nominacja |
| 2005 | AVN Award | Najlepsza scena seksu grupowego – film  | Sweet Hearts (2003) | Brooke Daze i Lee Stone                                                                                          | Nominacja |
| 2006 | AVN Award | Najlepsza aktorka - wideo               | Prisoner (2005)     | – | Nominacja |
| 2006 | AVN Award | Najlepsza scena seksu w parze           | Porn Star (2005)    | Tommy Gunn | Wygrana   |
| 2006 | AVN Award | Wykonawczyni roku                       | –                   | – | Nominacja |
| 2007 | AVN Award | Najlepsza aktorka - wideo               | GrubGirl (2006)     | – | Nominacja |